# 泪水公路
泪水公路（英語：Highway of Tears）是指加拿大的16號公路從不列颠哥伦比亚省的乔治王子城至鲁珀特王子港之間的路段。從1960年代至今，陸續有幾十人在這段公路上失蹤，其中大部分為女性。在1998年的一天，公路附近的居民爲了紀念這些年來在這段公路上的失蹤者和受害者，他們在特勒斯舉行了一場守夜活動，失蹤者和受害者的家屬在這天夜裏為親人進行禱告，每位參與活動的人眼角都挂著淚水，場面十分傷感。活動結束後，從乔治王子城至鲁珀特王子港之間這段長約720公里的路段多了一個新的名字——“淚水公路”。